# Lodewijk VII van Hessen-Darmstadt
Lodewijk VII van Hessen-Darmstadt (Darmstadt, 22 juni 1658 – Gotha, 31 augustus 1678) was in 1678 enkele maanden landgraaf van Hessen-Darmstadt. Hij behoorde tot het huis Hessen-Darmstadt.

## Levensloop
Lodewijk VII was de tweede zoon van landgraaf Lodewijk VI van Hessen-Darmstadt en Maria Elisabeth van Sleeswijk-Holstein-Gottorp, dochter van hertog Frederik III van Sleeswijk-Holstein-Gottorp. In 1676 werd hij door hertog August van Saksen-Weißenfels opgenomen in het Vruchtdragende Gezelschap. Als gezelschapsnaam droeg hij de Gracieuze met als motto bijzonder vermakend
In april 1678 volgde hij zijn vader op als landgraaf van Hessen-Darmstadt. Hij regeerde amper vier maanden en stierf in augustus 1678 in Gotha aan dysenterie. Het was de bedoeling dat zich in Gotha zou verloven met Erdmuthe Dorothea (1661-1720), dochter van hertog Maurits van Saksen-Zeitz. Na zijn overlijden werd Lodewijk VII als landgraaf opgevolgd door zijn halfbroer Ernst Lodewijk.